# Erik Bodom

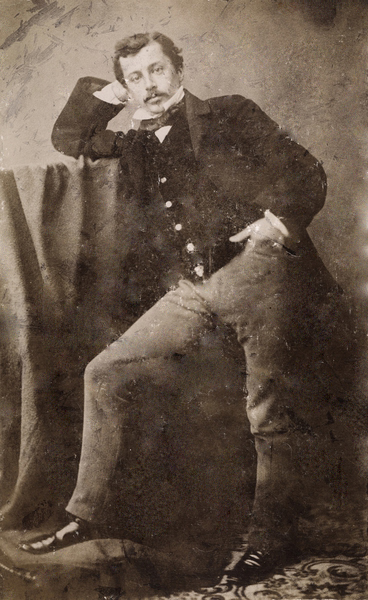
Erik Bodom, um 1870

Erik Dorn Bodom, auch Erich Bodom (* 28. September 1829 in Vestby, Akershus, Norwegen; † 16. April 1879 in Düsseldorf), war ein norwegischer Landschaftsmaler der Düsseldorfer Schule.

## Leben

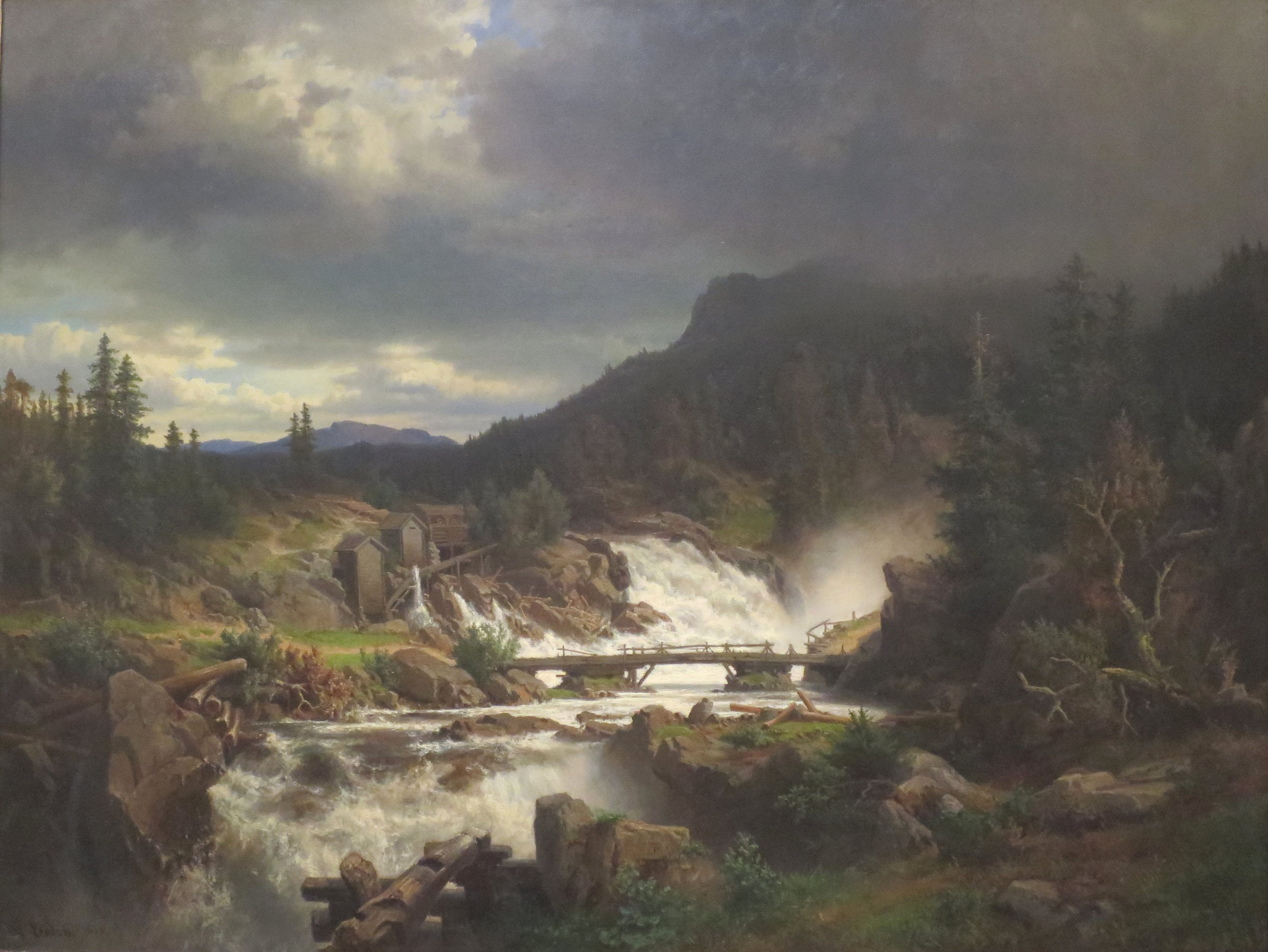
Wasserfall, 1851

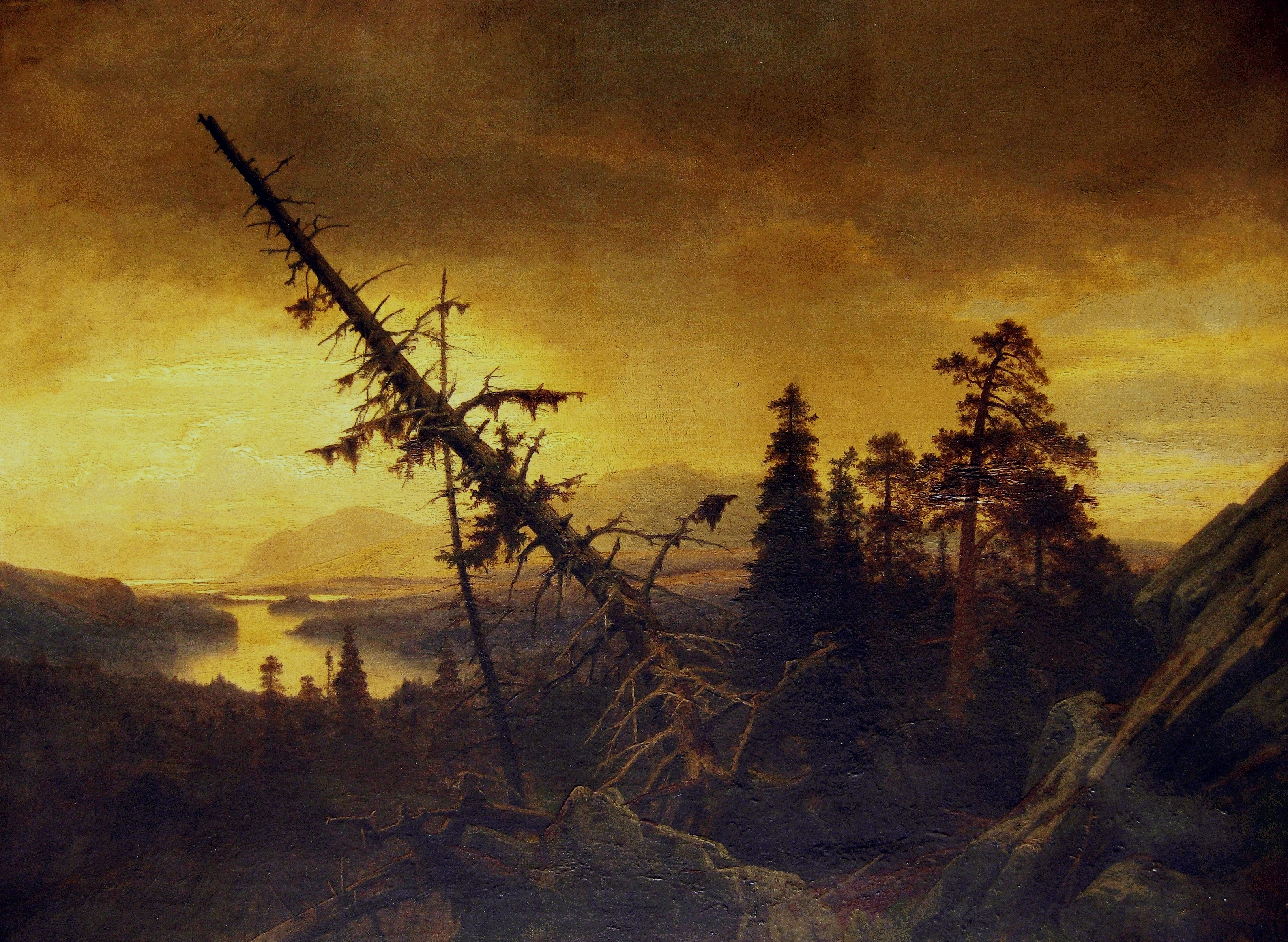
Ruhe nach dem Sturm, 1871

Bodom, Sohn des Pfarrers Thomas Bodom (1783–1832) und dessen Frau Janniche Olsen (1792–1870), erhielt seine Erziehung in Christiania, beschäftigte sich aber schon in der Schule mehr mit dem Zeichnen. Er entfloh, als er das Examen machen sollte. Zunächst machte dann eine Studienreise nach Telemark, deren Ergebnis der Kunstverein von Christiania kaufte.
Als Hans Fredrik Gude 1848 aus Deutschland heimkehrte, schloss er sich ihm an, nachdem er 1847 Schüler von Johannes Flintoe auf der Königlichen Zeichenschule (Tegneskolen) gewesen war. 1850 ging er mit Gude, dessen nationalromantische Kunstauffassung er aufnahm, nach Düsseldorf, wo er sich dauerhaft niederließ, dem Künstlerverein Malkasten angehörte und Katharina Kühling heiratete, die 1863 den Sohn Erik gebar. 1852 erhielt er für seine beachtlichen Fortschritte das Stipendium, das von Oskar I. 1850 gestiftet worden war. 1853 wurde er Ehrenmitglied der Königlichen Kunstakademie Amsterdam. 1853/1854 war er Privatlehrer von Lars Hertervig und Werner Holmberg. In Düsseldorf stellte er seine Landschaften bei Eduard Schulte aus. 1866 erhielt er auf der skandinavischen Ausstellung in Stockholm eine ehrenhafte Erwähnung für sein Hauptwerk Bautasteine am Strand (Bautastene ved Stranden).
Beeinflusst von August Cappelen, den er auch kopierte, fand Bodom seine naturromantischen Motive hauptsächlich in öden, einsamen Waldgegenden. Besonders zeichnete sich seine Malerei durch eine wilde oder schwermütige Stimmung aus, welche er der Natur zu verleihen wusste. Das Gemälde Aus dem Bondhusthal, sein erstes größeres Werk, kam in die Bridgewater-Galerie nach London. In der Nationalgalerie Oslo ist er mit fünf Werken vertreten.
Bodom starb am 16. April 1879 infolge eines Unfalls.